# Rokas Gadiliauskas
Rokas Gadiliauskas (nacido el 13 de julio de 1998 en Šiauliai, Lituania), es un jugador de baloncesto lituano. Con 2 metros y 11 centímetros de estatura, juega en la posición de pívot en el Coto Córdoba CB de la Segunda FEB.

## Trayectoria
Es un pívot formado en las categorías inferiores del BC Šiauliai y CB Gran Canaria.
En la temporada 2017-18, aún en edad junior firma por el BC Zenit.
En la temporada 2018-19, regresa a Lituania para jugar con el BC Neptūnas Klaipėda en la segunda división lituana.
En la temporada 2019-20, firma por el Ezerunas Moletai de la segunda división lituana.
En 2020, firma por el Limburg United de la Pro Basketball League.
En la temporada 2020-21, firma por el Krepšinio klubas Prienai de la Liga LKL, donde jugaría durante dos temporadas.
El 1 de febrero de 2022, firma por el Club Bàsquet Alginet de la Liga LEB Plata, cedido por el Krepšinio klubas Prienai hasta el final de la temporada.
En la temporada 2022-23 firma con el BC Tallinna Kalev de la Latvian-Estonian Basketball League, en que promedia 14.7 puntos, 9.5 rebotes, 0.5 asistencias, en un total de 25 partidos. 
El 6 de septiembre de 2023 firma por el Club Melilla Baloncesto de la LEB Oro. El 14 de noviembre de 2023, deja de pertenecer a la plantilla del conjunto de la ciudad autónoma.
En febrero de 2024, firma por el Club Bàsquet Alginet de la Liga LEB Plata.
El 7 de febrero de 2025, firma hasta el final de temporada con el Coto Córdoba CB de Segunda FEB.

## Internacionalidad
Es internacional en categorías inferiores con la selección nacional de Lituania. En 2017 disputó el Campeonato Mundial de Baloncesto Sub-19 de 2017 disputado en Egipto. 